# Waltham, Maine
Waltham är en ort i Hancock County i delstaten Maine, USA.